# Universidad Marymount
La Universidad Marymount (Marymount University en idioma inglés) es una universidad católica ubicada en Arlington, Virginia (Estados Unidos de América).

## Historia
Se fundó en 1950 por las Religiosas del Sagrado Corazón de María como universidad femenina con programas de dos años de duración con el nombre de Marymount College. En 1972 comenzó a admitir alumnos varones; en 1973 a impartir programas de cuatro años, y en 1979 programas de posgrado. En 1986 cambió de denominación a Universidad Marymount.

## Campus
Su campus principal ocupa 21 acres (85,000 m²) en el norte de Arlington.

## Deportes
Compite en la Atlantic East Conference de la División III de la NCAA.